# Górna Wolta
Górna Wolta (fr. Haute-Volta), Republika Górnej Wolty (fr. République de Haute-Volta), obecnie: Burkina Faso – państwo w Afryce Zachodniej ogłoszone 11 grudnia 1958 roku jako samorządna kolonia we Wspólnocie Francuskiej. Przed ogłoszeniem autonomii nosiła nazwę Francuska Górna Wolta i była częścią Unii Francuskiej. 5 sierpnia 1960 Republika Górnej Wolty ogłosiła pełną niepodległość od Francji. 4 sierpnia 1984 państwo zmieniło nazwę na Burkina Faso.